# Roseli Gustavo
Roseli do Carmo Gustavo, née le 25 juillet 1971 à Araraquara, dans l'État de São Paulo au Brésil, est une joueuse brésilienne de basket-ball. Elle évolue durant sa carrière au poste d'ailière.

## Palmarès
- Finaliste des Jeux olympiques 1996
- Championne du monde 1994